# Хедль, Никлас
Никлас Хедль (нем. Niklas Hedl; 17 марта 2001, Вена, Австрия) — австрийский футболист, вратарь клуба «Рапид» и сборной Австрии.

## Клубная карьера
Никлас является воспитанником Венского «Рапида». Прошел все возврастные уровни академии. В августе 2018 года дебютировал за вторую команду «Рапида». всего в дебютном сезоне Никлас провел 18 матчей и пропустил 23 гола. В следующем сезоне Никлас сыграл 9 матчей и помог команде выйти из Региональной лиги во второй по силе Австрийский дивизион, Вторую лигу.
В феврале 2022 года после травмы голкипера основной команды Пауля Гартлера стал основным выбором на свою позицию для Фердинанда Фельдхофера. В том же месяце Никлас дебютировал за бело-зеленых в матче против «Штурма». Матч сложился для него крайне удачно и он остался основным вратарём «Рапида» даже после восстановления Гартлера.
В апреле 2023 года продлил контракт с венским клубом до 2027 года.

## Карьера в сборной
В ноябре 2022 года дебютировал за сборную Австрии в матче с Андоррой выйдя на замену во втором тайме.
25 февраля 2024 года после дерби с «Аустрией» Никлас вместе с ещё двумя игроками «Рапида» выкрикивали гомофобные кричалки, в связи с этим главный тренер австрийцев Ральф Рангник отстранил его от мартовского сбора национальной команды.

## Статистика выступлений

### Клубная
| Выступление      | Выступление            | Выступление      | Лига | Лига | Кубки | Кубки | Еврокубки | Еврокубки | Остальные | Остальные | Итого | Итого |
| Клуб             | Лига                   | Сезон            | Игры | Голы | Игры  | Голы  | Игры      | Голы      | Игры      | Голы      | Игры  | Голы  |
| ---------------- | ---------------------- | ---------------- | ---- | ---- | ----- | ----- | --------- | --------- | --------- | --------- | ----- | ----- |
| Рапид II (Вена)  | Региональная лига      | 2017/18          | 0    | 0    | 0     | 0     | —         | —         | —         | —         | 0     | 0     |
| Рапид II (Вена)  | Региональная лига      | 2018/19          | 18   | −23  | 0     | 0     | —         | —         | —         | —         | 18    | -23   |
| Рапид II (Вена)  | Региональная лига      | 2019/20          | 9    | −6   | 0     | 0     | —         | —         | —         | —         | 9     | -6    |
| Рапид II (Вена)  | Вторая лига            | 2020/21          | 22   | −38  | 0     | 0     | —         | —         | —         | —         | 22    | -38   |
| Рапид II (Вена)  | Вторая лига            | 2021/22          | 7    | −6   | 0     | 0     | —         | —         | —         | —         | 7     | -6    |
| Рапид II (Вена)  | Итого                  | Итого            | 56   | −73  | 0     | 0     | 0         | 0         | —         | —         | 56    | -73   |
| Рапид (Вена)     | Австрийская Бундеслига | 2021/22          | 10   | −11  | 0     | 0     | 1         | −2        | —         | —         | 11    | -13   |
| Рапид (Вена)     | Австрийская Бундеслига | 2022/23          | 31   | −46  | 5     | −4    | 6         | −5        | —         | —         | 42    | -55   |
| Рапид (Вена)     | Австрийская Бундеслига | 2023/24          | 30   | −32  | 6     | −6    | 4         | −1        | —         | —         | 40    | -39   |
| Рапид (Вена)     | Итого                  | Итого            | 71   | −89  | 10    | −10   | 11        | −8        | —         | —         | 92    | -107  |
| Всего за карьеру | Всего за карьеру       | Всего за карьеру | 126  | −162 | 10    | −10   | 11        | −8        | —         | —         | 147   | -180  |

1. ↑  В графу «Кубки» вносится статистика в национальных кубках, кубках лиг и суперкубках.

### Список матчей за сборную
| Матчи Хедля за сборную Австрии | Матчи Хедля за сборную Австрии | Матчи Хедля за сборную Австрии | Матчи Хедля за сборную Австрии | Матчи Хедля за сборную Австрии | Матчи Хедля за сборную Австрии | Матчи Хедля за сборную Австрии | Матчи Хедля за сборную Австрии | Матчи Хедля за сборную Австрии |
| №                              | Место проведения               | Дата                           | Оппонент                       | Счёт                           | Пропущено голов                | Замены                         | Номер                          | Соревнование                   |
| ------------------------------ | ------------------------------ | ------------------------------ | ------------------------------ | ------------------------------ | ------------------------------ | ------------------------------ | ------------------------------ | ------------------------------ |
| 1                              | «Ла-Росаледа», Малага          | 16 ноября 2022                 | Андорра                        | 1 : 0                          | —                              | 46'                            | 13                             | Товарищеский матч              |

Итого: 1 матч / 0 пропущенных голов; 1 победа, 0 ничьих, 0 поражений.

## Личная жизнь
Сын австрийского вратаря Реймунда Хедля. Есть младший брат Тобиас, выступающий за Рапид II.